# 沙河高教園駅
沙河高教園駅（さがこうきょうえんえき）とは中華人民共和国北京市昌平区に位置する北京地下鉄昌平線の駅である。

## 駅構造
島式ホーム1面2線を有する高架駅である。

## 駅周辺

### バス路線

#### 地下鉄沙河高教園駅（地铁沙河高教园站）
2025年現在、当駅発着/経由の路線バスは以下のとおりである。
- C104系統（朝鳳庵村～北街家園五区）
- 専73系統（地下鉄沙河高教園駅～北街家園五区）
- 専74系統（地下鉄沙河高教園駅～高教園北三街東駅）
- 専135系統（地下鉄沙河駅～百善バスターミナル）
- 巡遊バス沙河地区1系統-朝方（北街家園五区南→地下鉄沙河高教園駅）
- 巡遊バス沙河地区1系統-夕方（地下鉄沙河高教園駅→高教園北四街）
- 昌51系統（昌平北駅～酸棗嶺村）
- 昌52系統（昌平北駅～大柳樹路口西）
- 昌58系統-支線（地下鉄沙河駅～地下鉄沙河高教園駅）

## 歴史
- 2010年12月30日 - 開業。

## 隣の駅
北京地下鉄
■昌平線
沙河駅 - 沙河高教園駅 - 南邵駅